# MK Ultra (lucha libre)
MK Ultra  es un tag team de lucha libre profesional, que trabajo en Total Nonstop Action Wrestling, conformada por Killer Kelly & Masha Slamovich.

## Historia
Originalmente,Killer Kelly & Masha Slamovich iniciaron un Feudo entre las dos al tener encaramientos mutuos en combates mixtos. El 11 de mayo de 2023, tuvieron su primer combate mano a mano en el cual Slamovich salió victoriosa tras un roll up en el cual Kelly dejó inconsciente a esta misma tras ya haber finalizado el combate. Esto las llevó a enfrentarse en un ”Dog Collar Match” en el evento  Against All Odds en el cual Slamovich salió victoriosa. El 29 de junio de 2023 Masha Slamovich derrotó a la entonces campeona en parejas KiLynn King en un combate mano a mano siendo ayudada por Killer Kelly donde está al final se ofreciera a unirse con Slamovich creando así, una alianza. En Slammiversary se presentaron con el nombre “MK Ultra” derrotando así a The Coven (Taylor Wilde & KiLynn King) y convirtiéndose en las nuevas Impact Knockouts Tag Team Championship.  
El 27 de agosto de 2023, MK Ultra defendieron con éxito los títulos ante Death Dollz (Courtney Rush & Jessicka), Gisele Shaw & Savannah Evans y The Coven  (Taylor Wilde & KiLynn King). En  Victory Road defendieron nuevamente los títulos ante Gisele Shaw & Savannah Evans. En el episodio #1000 de Impact Wrestling en Before the Impact MK Ultra derrotaron a Death Doll. El 13 de enero de 2024 MK Ultra fueron derrotadas por Decay ( Havok & Rosemary) perdiendo así, los Campeonatos Femeninos en Pareja de TNA.

## Campeonatos y logros
- Impact Wrestling/Total Nonstop Action Wrestling
  - Impact/TNA Knockouts World Tag Championship (2 veces)

- Westside Xtreme Wrestling
  - wXw Women's Championship (1 vez, actual) – Slamovich